# Artur Mikaelian
Artur Mikaelian –en armenio, Արթուր Միքայելյան; en griego, Αρτούρ Μικαελιάν– (Vanadzor, URSS, 8 de marzo de 1970) es un deportista armenio, nacionalizado griego, que compitió en boxeo. Ganó una medalla de bronce en el Campeonato Mundial de Boxeo Aficionado de 1995, en el peso gallo.

## Palmarés internacional
| Representando a Armenia |                   |                   |           |
| Campeonato Mundial      |                   |                   |           |
| Año                     | Lugar             | Medalla           | Categoría |
| 1995                    | Berlín (Alemania) | Medalla de bronce | 54 kg     |